# Bezedek
Bezedek ist eine ungarische Gemeinde im Kreis Mohács im Komitat Baranya.

## Lage und Umgebung
Bezedek liegt 36 Kilometer südöstlich des Komitatssitzes Pécs und 16 Kilometer südwestlich der Kreisstadt Mohács. Nachbargemeinden sind Lippó, Ivándárda, Sárok und Majs.

## Geschichte
Bezedek wurde 1296 erstmals urkundlich erwähnt. Im Jahr 1913 gab es in der damaligen Kleingemeinde 112 Häuser und 650 Einwohner auf einer Fläche von 1976 Katastraljochen. Sie gehörte zu dieser Zeit zum Bezirk Baranyavár im Komitat Baranya.

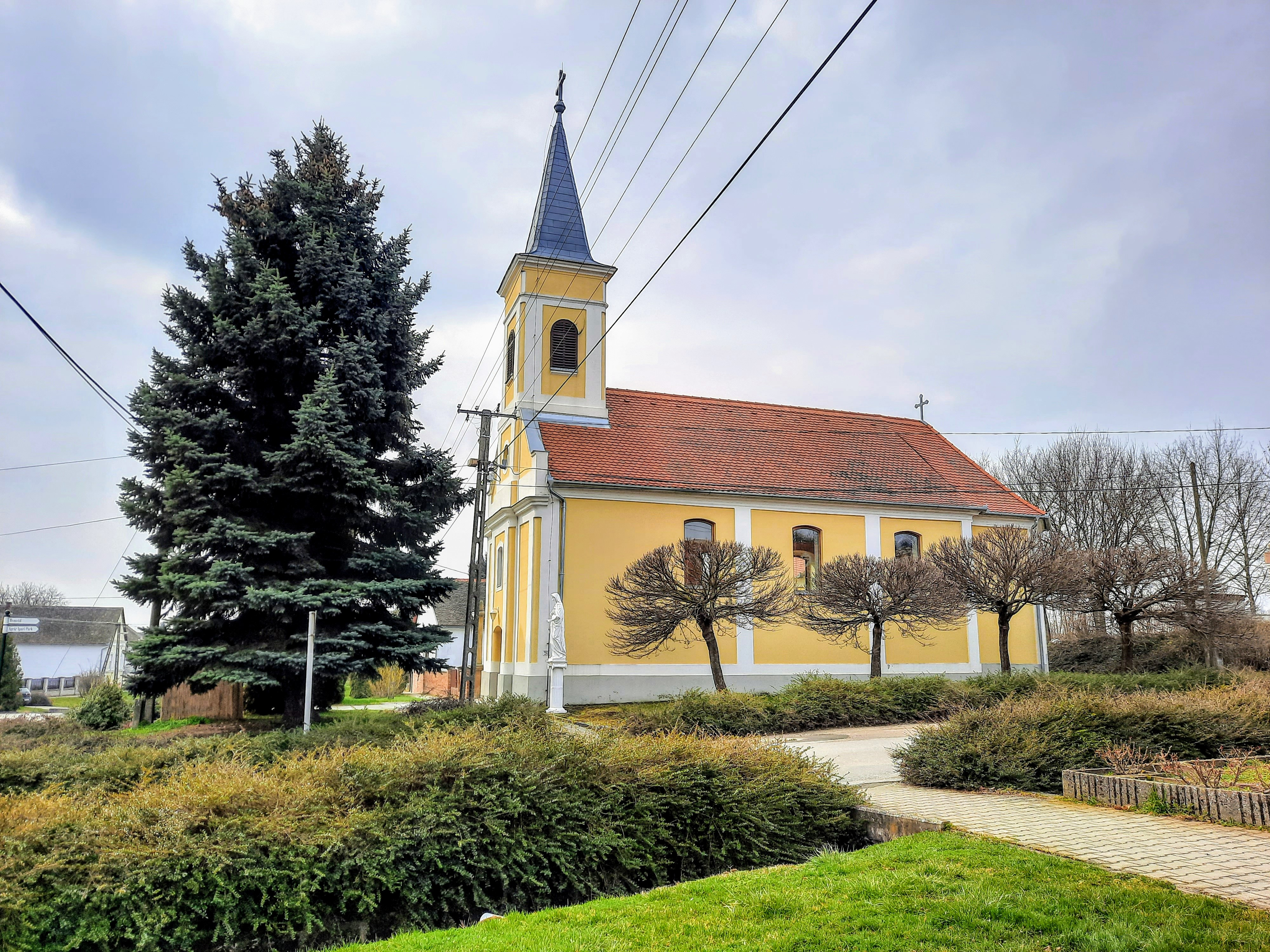
Römisch-katholische Kirche Szent Vendel